# Eduard Kojnok
Eduard Kojnok (* 14. srpna 1933, Veľká Suchá – 27. října 2011, Rožňava) byl emeritní diecézní biskup rožnavské římskokatolické diecéze.
Je autorem knihy Cesta k trvalému šťastiu.

## Životopis
Eduard Kojnok se narodil 14. srpna 1933 ve Veľké Suché. 10. června 1956 byl vysvěcen knězem. Po vysvěcení působil jako kaplan v mnoha farnostech, na konci 60. let působil i v kněžském semináři. V roce 1977 se stal správcem farnosti.
18. března 1990 přijal biskupské svěcení. 27. prosince 2008 přijal papež Benedikt XVI. Kojnokovo zřeknutí se úřadu diecézního biskupa z důvodu věku podle kan. 401 – § 1. CIC.
Přehled působení:
- 1956 – kaplan (Breznička)
- 1956–58 – základní vojenská služba
- 1958–60 – kaplan (Smolník)
- 1960–61 – kaplan (Veľká nad Ipľom)
- 1961–64 – kaplan (Hodejov)
- 1964–67 – kaplan (Smolník),
- 1967–68 – spirituál kněžského semináře v Bratislavě,
- 1968–70 – kaplan (Hnúšťa, Lučenec)
- 1970–77 – kaplan (Jaklovce)
- 1977–82 – správce farnosti (Dolná Strehová)
- 1982–90 – správce farnosti (Gemerská Poloma)
- 1990 jmenovaný administrátorem diecéze.